# Jabłoń nad potokiem (obraz Maksymiliana Gierymskiego)
Jabłoń nad potokiem – obraz Maksymiliana Gierymskiego namalowany techniką olejną na płótnie ok. 1868 znajdujący się w Muzeum Narodowym w Krakowie.
Artysta w swej twórczości przedstawiał romantyczną więź człowieka z przyrodą. Tworzył on pejzaże łącząc autentystyczne i poetyckie odbieranie natury. Jego pejzaże leśne powstawały na bazie studiów w plenerze. Las stanowił tło dla tzw. zopfowych czyli pokazanych jako neorokokowych kostiumach polowań, czasem uzupełnianych przez zwierzęce sztafaże, np. konie.

## Opis dzieła
Obraz Jabłoń nad potokiem był inspirowany twórczością szkoły barbizońskiej i oraz monachijskiej. Dzieło przedstawia fragment lasku z chylącą się ku strumykowi dziką jabłonią o grymaśnie powyginanych, pokrytych nielicznymi listkami gałęziach. Kompozycje kreuje skomponowana w brązach i ciepłych beżach ziemia i oliwkowej gęstwy drzew i krzewów. Rozproszone światło pochodzące z niewiadomego źródła, miękko wydobywa kształt. Ciasno kadrowane wnętrze lasu przepełnia tajemniczy i melancholijny nastrój.